# 스리랑카-인도 관계
스리랑카-인도 관계는 인도와 스리랑카 간의 양자 관계이다. 인도는 경제를 활성화하고 관료제를 개혁하며 미래 경제 협력을 위한 의사 결정 과정을 강화하기 위해 스리랑카의 선도적인 파트너로 부상했다. 인도와 스리랑카는 해상 국경을 공유하고 있다. 인도는 포크 해협으로 분리된 스리랑카의 유일한 이웃 국가로, 두 나라 모두 남아시아에서 전략적 위치를 차지하고 있으며 인도양에 공동 안보 우산을 구축하려고 노력해 왔다. 인도와 스리랑카는 모두 영연방의 회원국이다.
두 나라는 또한 인도가 섬의 최대 무역 파트너이며 원시 단일 시장을 설립하기로 합의하는 등 경제적 측면에서도 긴밀한 관계를 맺고 있다. 인도는 스리랑카의 재정 지원 및 부채 구조 조정 제안에 대한 공식적인 지지를 국제 통화 기금(IMF)에 제출한 최초의 국가이다.
두 나라 사이에는 깊은 민족적, 문화적 유대가 있다. 나렌드라 모디 총리는 인도와 스리랑카 간의 불교적 연결을 촉진하고 보호하기 위해 2020년 9월 가상 양자 정상회담에서 1,500만 달러의 보조금 지원을 공개했다. 이 재정 지원은 불교 수도원 복원 또는 설립, 젊은 승려 교육, 불교 학자와 성직자 간의 교류 증진, 불교 유산 전용 박물관 설립, 문화 교류 활성화, 고고학 협력 노력, 부처님 유물 상호 전시 등 다양한 목적으로 이루어진다.

## 역사
스리랑카는 식민지 시대 이후 독립 국가로서 성립되었으며, 그 이전에는 하나의 토착 왕국 또는 여러 토착 왕국에 의해 통치되었다. 다만 약 70년 동안은 남인도의 촐라 제국이 이 섬에 대한 지배를 확장한 시기가 있었다. 이 섬은 고대부터 인도 예술에 반영되어 왔으며, 불교의 초기 경전들에서는 이 섬을 "랑카디파"라고 불렀다. 이 용어는 당시 남아시아 전역에서 일반적으로 사용되었으나, 서구 세계에서는 이 섬을 "타프로바나"로 알고 있었다. 이 명칭은 스리랑카 북쪽 만으로 흘러드는 타밀나두주의 타미라바라니강에서 유래한 것이다.

## 문화
두 나라는 거의 동일한 인종적, 문화적 유대를 공유하고 있다. 전체 인구의 약 75%를 차지하는 싱할라인은 부분적으로 기원전 543년부터 기원전 243년 사이에 섬으로 이주해 온 북인도계 인도아리아인 정착민의 후손이다. 전체 인구의 약 26%를 차지하는 타밀족 (인도계 타밀인과 스리랑카 무어인을 포함)은 기원전 300년경부터 섬으로 이주한 드라비다계 집단에 속한다.

## 군사 관계
인도와 스리랑카는 상호 간에 수감 중인 범죄자를 본국으로 송환하여 남은 형기를 자국에서 복역할 수 있도록 허용하는 협정을 체결하였다. 이 협정에 따라 스리랑카에서 인도의 케랄라주와 타밀나두주 출신 수형자들이 인도로 이송된 바 있다. 양국은 국민 간 교류를 중심으로 한 다양한 협력 분야를 가지고 있으며, 이러한 접촉은 양국 국민의 지지 속에서 우호적인 관계를 유지하는 데 기여하고 있다. 스리랑카의 아항가마게 튜더 아리야라트는 간디 사상의 비폭력 및 지역사회 봉사 활동 확산에 기여한 인물로 알려져 있다. 인도는 스리랑카가 경제 위기에서 회복하는 데 있어 지속적인 지원 의지를 재확인하였다.

## 같이 보기
- 인도의 대외 관계
- 스리랑카의 대외 관계